# 阿拉巴馬大道車站
阿拉巴馬大道車站（英語：Alabama Avenue station）是美國紐約地鐵BMT牙買加線的高架地鐵站，位於布魯克林東紐約阿拉巴馬大道與福爾頓街交界，設有J線（任何時候停站）與Z線（僅繁忙時段的尖峰方向停站）列車服務。

## 車站結構

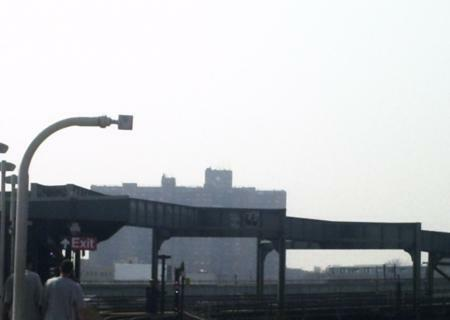
阿拉巴馬大道上方高架路軌

| 3F        | 尖峰快車 | 道床 |
| 2F 月台層 | 西行     | ← 往寬街 (百老匯交匯) ← 早上繁忙時段往寬街 (百老匯交匯)                                                                                   |
| 2F 月台層 | 島式月台 | |
| 2F 月台層 | 東行     | → 往牙買加中心-帕森斯／射手 (黃昏繁忙時段往克里夫蘭街、其餘時間往凡希克凌大道) → → 黃昏繁忙時段往牙買加中心-帕森斯／射手 (凡希克凌大道) → |
| 1F        | 夾層     | 閘機、車站詢問處、Metrocard自動售票機 |
| G         | 街道層   | 出入口 |

此高架車站設有一個島式月台和兩條軌道。

## 外部連結
- nycsubway.org—BMT Jamaica Line: Alabama Avenue
- Station Reporter — J Train
- The Subway Nut — Alabama Avenue Pictures （页面存档备份，存于）
- Alabama Avenue entrance from Google Maps Street View （页面存档备份，存于）
- Platform from Google Maps Street View